# نهاية بارغمان
في ميكانيكا الكم، نهاية بارغمان (بالإنجليزية: Bargmann's limit)‏} والمسماة على اسم العالم الألماني الأمريكي فالنتاين بارغمان، نحصل منها على الحد الأعلى للرقم Nl للحالة المقيدة في نظام ما، وصيغتها كالتالي:
{\displaystyle N_{l}\leq {\frac {1}{2l+1}}{\frac {2m}{\hbar ^{2}}}\int _{0}^{\infty }r|V(r)|_{V<0}\,dr}